# هجمات مومباسا 2002
كانت هجمات مومباسا 2002 هجمات مسلحة نُفِذت في 28 نوفمبر 2002 في مومباسا بكينيا ضد فندق مملوك للإسرائيليين وطائرة تابعة لشركة آركيا إيرلاينز. اصطدمت سيارة على جميع التضاريس بحاجز خارج فندق بارادايس وانفجرت مما أسفر عن مقتل 13 شخصا وإصابة 80 آخرين. وفي الوقت نفسه، أطلق المهاجمون صاروخين أرض-جو على طائرة إسرائيلية مستأجرة. وكان فندق بارادايس هو الفندق الوحيد الذي تملكه إسرائيل في منطقة مومباسا.

## الهجمات

### تفجير فندق
وقع الانفجار عشية حانوكا مباشرة بعد وصول حوالي 60 زائرا إلى الفندق، وجميعهم من إسرائيل لقضاء عطلة. وقتل ثلاثة عشر شخصا وجرح 80 آخرين. قتل عشرة كينيين في الهجوم وثلاثة إسرائيليين، اثنان منهم أطفال. وكان تسعة من الضحايا راقصين تم توظيفهم لاستقبال نزلاء الفندق. وفي مهمة إنقاذ خلال الليل ارسلت أربع طائرات عسكرية إسرائيلية من طراز هرقل إلى مومباسا لإخلاء القتلى والجرحى.

### هجوم الطائرة

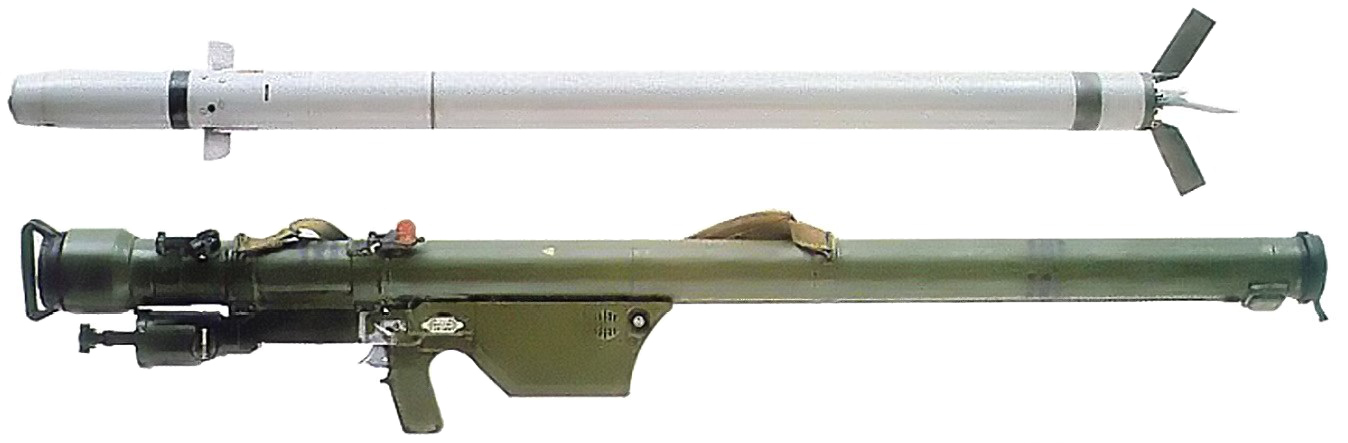
وقد تم إطلاق صاروخين من طراز ستريلا 2 خلال الاقلاع، ولكن أخطأت الهدف.

في وقت واحد تقريبا، تم إطلاق صاروخين أرض-جو تحمل على الكتف من طراز ستريلا-2 (SA-7) على طائرة مستأجرة من طراز بوينغ 757 مملوكة لشركة آركيا الجوية التي تتخذ من إسرائيل مقرا لها أثناء إقلاعها من مطار موي الدولي. وكانت شركة أركيا لتأجير الطائرات تقدم رحلات أسبوعية منتظمة بين تل أبيب ومومباسا. اكتشفت الشرطة الكينية قاذفة صواريخ واثنين من أغلفة الصواريخ في منطقة تشانغاموي في مومباسا، على بعد كيلومترين (1.2 ميل) من المطار. خطط الطيارين للهبوط اضطراري في نيروبي بعد أن شاهدوا الصاروخين يتجاوزهما ولكنهم قرروا الاستمرار إلى إسرائيل. وهبطت الطائرة في مطار بن غوريون في تل ابيب بعد حوالي خمس ساعات ترافقها طائرات مقاتلة إسرائيلية من طراز إف-15. وعقب الهجوم، ألغيت جميع الرحلات الجوية من إسرائيل إلى كينيا إلى أجل غير مسمى.

## مرتكبو الجريمة
قال الشيخ عمر بكري محمد زعيم منظمة المهاجرون الإسلامية التي تتخذ من لندن مقرا لها أن تحذيرات ظهرت على الإنترنت. وقال ان «الجماعات المسلحة المتعاطفة مع القاعدة حذرت قبل أسبوع من وقوع هجوم على كينيا وأشارت إلى الإسرائيليين». في البداية نفى الناطقون باسم الحكومة الإسرائيلية أن هذا التحذير قد ورد. ولكن بعد أربعة أيام من الانفجار، العميد يوسي كوبرواسر اعترف بأن الاستخبارات العسكرية الإسرائيلية كانت تدرك الخطر في كينيا، إلا أنه ليست محددة بما فيه الكفاية. اتخذ رئيس الموساد السابق داني ياتوم خطا مماثلا قائلا ان إسرائيل تلقت الكثير من التحذيرات الإرهابية التي لم تؤخذ على محمل الجد.
وفي لبنان، قالت جماعة مجهولة سابقا تدعى جيش فلسطين إنها نفذت الهجمات، وقالت إنها تريد أن يسمع العالم «صوت اللاجئين» في الذكرى الخامسة والخمسين لتقسيم فلسطين.
وفي 20 ديسمبر 2006، قال صلاد علي جيلي، وزير الدفاع في الحكومة الاتحادية الانتقالية في الصومال، إن أحد المشتبه فيهم، وهو أبو طه السودان، هو زعيم اتحاد المحاكم الإسلامية يقاتل الحكومة الاتحادية الانتقالية في معركة بيدوا عام 2006. وفي 14 سبتمبر 2009، قتلت القوات الأمريكية صالح علي صالح نبهان المولود في كينيا بعد أن أصابت قذيفة سيارته في مقاطعة براوي، على بعد 250 كيلومترا جنوب العاصمة الصومالية مقديشو. ويعتقد أن نبهان اشترى الشاحنة المستخدمة في تفجير 2002.

## الرد الدولي
الرئيس جورج دبليو بوش ووزير الخارجية الأمريكي كولن باول ووزير الخارجية الإسرائيلي بنيامين نتنياهو والحكومة الكينية ووزير خارجية المملكة المتحدة جاك سترو جميعهم أدانوا الهجوم. وقد تبنى مجلس الأمن الدولي القرار رقم 1450 الذي يدين الهجمات. وكانت سوريا العضو الوحيد الذي عارض القرار.